# Frente Nacional para a Libertação da Síria
A Frente Nacional para a Libertação da Síria (FNLS) (em árabe: جبهة الوطنية للتحرير‎, Jabhat al-Wataniya lil-Tahrir; em inglês: National Front for Liberation) é uma coligação de diversos grupos rebeldes da Oposição Síria que combatem na Guerra Civil Síria. A Frente foi formada em Maio de 2018 no noroeste da Síria por 11 grupos rebeldes e recebe apoio substancial da Turquia. 

## Análise
Analistas consideram que a fundação da FNLS é mais um passo para o governo turco combater a influência de Tahrir al-Sham (braço armada da Al-Qaeda na Síria) na província de Idlib, onde o Exército Turco tem diversos postos de observação.

## História
Em 4 de Junho de 2018, a Brigada dos Mártires do Islão, parte da Frente da Libertação da Síria, juntou-se à Legião do Sham e, como tal, juntou-se à FNLS.
Em Agosto de 2018, a Frente da Libertação da Síria, que contêm dois dos grupos mais fortes da Oposição Síria, Ahrar al-Sham e o Movimento Nour al-Din al-Zenki, bem como Jaysh al-Ahrar e a União de Damasco decidiram juntarem-se à Frente.
Em 5 de Agosto de 2018, iniciou uma campanha para prender qualquer pessoa suspeita de tentar iniciar negociações de reconciliação com o governo de Bashar al-Assad, levando à detenção de 45 pessoas. 
Em 9 de Agosto, a Legião do Sham, membro da FNLS, lançou um ataque contra posições das Unidades de Proteção Popular (YPG) na zona sul da região de Afrîn, matando 4 combatentes curdos e capturando algumas armas e munições.
Em 14 de Agosto, o grupo lançou um vídeo mostrando o treino da auto-proclamada "Forças da Unidades SWAT 82". No mesmo dia, cerca de 200 combatentes formaram a Brigada Livre de Hayan e juntaram-se à FNLS com o objectivo de unir as diversas facções rebeldes, combater as forças governamentais e evitar um conflito contra outros grupos da Oposição Síria. No dia seguinte, a Brigada do Norte Livre também se juntou à Frente e, a 27 de Agosto, o Batalhão do Imã Ali juntou-se a esta brigada integrante da FNLS.
Em 23 de Setembro, a FNLS declarou o seu apoio ao acordo de Desmilitarização de Idlib, assinado pela Turquia e Rússia em Sochi.